# Kyle Palmieri
Kyle Charles Palmieri, född 1 februari 1991, är en amerikansk professionell ishockeyspelare som spelar för NHL-laget New York Islanders. 
Han har tidigare spelat på NHL-nivå för New Jersey Devils och Anaheim Ducks och på lägre nivåer för  Syracuse Crunch och Norfolk Admirals i American Hockey League (AHL) och Notre Dame Fighting Irish (University of Notre Dame) i National Collegiate Athletic Association (NCAA).
Palmieri draftades i första rundan i 2009 års draft av Anaheim Ducks som 26:e spelare totalt.

## Statistik
| 2006–2007   | New Jersey Devils Youth   | AYHL        | 18  | 18 | 19  | 37  | 30  | —  | — | — | —  | —  |
| 2007–2008   | Team USA                  | NAHL        | 32  | 15 | 10  | 25  | 43  | —  | — | — | —  | —  |
|             | U.S. National U17 Team    |             | 7   | 5  | 0   | 5   | 8   | —  | — | — | —  | —  |
|             | U.S. National U18 Team    |             | 27  | 9  | 9   | 18  | 20  | —  | — | — | —  | —  |
| 2008–2009   | Team USA                  | NAHL        | 5   | 1  | 1   | 2   | 2   | —  | — | — | —  | —  |
|             | U.S. National U18 Team    |             | 28  | 14 | 14  | 28  | 49  | —  | — | — | —  | —  |
| 2009–2010   | Notre Dame Fighting Irish | NCAA        | 33  | 9  | 8   | 17  | 36  | —  | — | — | —  | —  |
| 2010–2011   | Anaheim Ducks             | NHL         | 10  | 1  | 0   | 1   | 0   | 1  | 0 | 0 | 0  | 0  |
|             | Syracuse Crunch           | AHL         | 62  | 29 | 22  | 51  | 56  | —  | — | — | —  | —  |
| 2011–2012   | Anaheim Ducks             | NHL         | 18  | 4  | 3   | 7   | 6   | —  | — | — | —  | —  |
|             | Syracuse Crunch           | AHL         | 51  | 33 | 25  | 58  | 53  | 4  | 1 | 1 | 2  | 0  |
| 2012–2013   | Anaheim Ducks             | NHL         | 42  | 10 | 11  | 21  | 9   | 7  | 3 | 2 | 5  | 4  |
|             | Norfolk Admirals          | AHL         | 33  | 13 | 12  | 25  | 54  | —  | — | — | —  | —  |
| 2013–2014   | Anaheim Ducks             | NHL         | 71  | 14 | 17  | 31  | 38  | 9  | 3 | 0 | 3  | 14 |
| 2014–2015   | Anaheim Ducks             | NHL         | 57  | 14 | 15  | 29  | 37  | 16 | 1 | 3 | 4  | 4  |
|             | Norfolk Admirals          | AHL         | 2   | 0  | 0   | 0   | 4   | —  | — | — | —  | —  |
| 2015–2016   | New Jersey Devils         | NHL         | 82  | 30 | 27  | 57  | 39  | —  | — | — | —  | —  |
| 2016–2017   | New Jersey Devils         | NHL         | 80  | 26 | 27  | 53  | 46  | —  | — | — | —  | —  |
| NHL totalt  | NHL totalt                | NHL totalt  | 360 | 99 | 100 | 199 | 175 | 33 | 7 | 5 | 12 | 22 |
| AHL totalt  | AHL totalt                | AHL totalt  | 148 | 75 | 59  | 134 | 167 | 4  | 1 | 1 | 2  | 0  |
| NAHL totalt | NAHL totalt               | NAHL totalt | 37  | 16 | 11  | 27  | 45  | —  | — | — | —  | —  |